# زكاة الفطر
زكاة الفِطر أو صدقة الفِطر هي نوع من الزكاة واجبة على المسلمين تُعطى للفقراء في نهاية صيام شهر رمضان، وهي زكاة للأبدان؛ صدقة معلومة بمقدار معلوم، من شخص مخصوص، بشروط مخصوصة، عن طائفة مخصوصة، لطائفة مخصوصة، تجب بالفطر من رمضان، طُهرة للصائم: من اللغو، والرفث، وطعمة للمساكين. وعرفها بعض الفقهاء بأنها: «صدقة تجب بالفطر من رمضان».
تجب زكاة الفطر على المكلف عن نفسه، وعمن تلزمه نفقته من المسلمين، ولا يشترط لوجوبها العقل ولا البلوغ ولا الغنى. وتجب على كل مسلم: رجل أو امرأة، صغيرٍ أو كبيرٍ. ويجب إخراجها بغروب الشمس من ليلة العيد، وقت الفطر وانقضاء صوم شهر رمضان، والسنة إخراجها يوم عيد الفطر قبل صلاة العيد. ويجوز تعجيل إخراجها قبل العيد بيوم أو يومين.
المقدار الواجب في زكاة الفطر هو أن يخرج عن الفرد صاعا من غالب قوت أهل البلد، كالقمح أو الشعير أو التمر، أو الزبيب، ويقدر الصاع قرابة 3 كجم تقريبا، ولا يجوز إخراجها نقدًا في مذهب الإمام مالك، والشافعي، وأحمد بن حنبل وأصحابهم، وهذا قول غالبية الأمة. ويرى الحسن البصري وعمر بن عبد العزيز وسفيان الثوري وأبي حنيفة وأصحابه بجواز إخراجها نقدًا.
وتتجلى الحكمة من تشريعها في جبر الخلل الواقع في الصوم، كما يجبر سجود السهو الخلل الواقع في الصلاة، وفي مواساة الفقراء والمساكين وتعميم الفرحة في يوم العيد لكل المسلمين والناس حتى لايبقى أحد يوم العيد محتاجًا إلى القوت والطعام.

## تسميتها
الزكاة لغةً: النماء، والزيادة، والطهارة، والبركة، يقال: زكى الزرع: إذا نما وزاد.
والفِطر: اسم مصدر، من قولك: أفطر الصائم، يفطر إفطارًا. وقيل إنها مأخوذة من الفِطرةٌ؛ لأنها صدقة النفوس، والفطرة: الخلقة، قال الله تعالى: ﴿فِطۡرَتَ ٱللَّهِ ٱلَّتِی فَطَرَ ٱلنَّاسَ عَلَيۡهَاۚ﴾ [الروم:30]. أي جبلته التي جبل الناس عليها.
وعلى هذين المعنيين اختُلف في سبب تسميتها بزكاة الفطر:
- فقيل من إضافة الشيء إلى سببه أو زمنه؛ لأن الفطر من رمضان سبب وجوبها، فأضيفت إليه؛ لوجوبها به، فيقال: «زكاة الفِطر».[10] ويؤيد هذا ما جاء في بعض طرق حديث ابن عمر: «زَكَاةَ الْفِطْرِ مِنْ رَمَضَانَ» (صحيح مسلم 984).[11] ورجح هذا الحافظ ابن حجر العسقلاني[11] وابن عثيمين.[3]
- وقيل لأنها صدقة النفوس، والفِطرة: الخِلقة، قال الله تعالى: ﴿فِطۡرَتَ ٱللَّهِ ٱلَّتِی فَطَرَ ٱلنَّاسَ عَلَيۡهَاۚ﴾ [الروم:30]. قاله ابن قتيبة،[11] والنووي.[12]

ويقال: زكاة الفِطر، وصدقة الفِطر، ويقال للمُخْرَج: فِطْرَة، وهي لفظة مولدة لا عربية ولا معربة بل اصطلاحية للفقهاء.

## حكمها
الصحيح في حكم زكاة الفطر أنها فرض؛ وَمَعنَى فَرَضَ؛ أي: ألزَمَ وَأوجَبَ، وَنَقَلَ أهْلُ العِلمِ الإجمَاعَ عَلَى ذَلِكَ. والأدلة على وجوبها من حديث عبد الله بن عباس  قال: «فَرَضَ رَسُولُ اللَّهِ صَلَّى اللَّهُ عَلَيْهِ وَسَلَّمَ زَكَاةَ الْفِطْرِ طُهْرَةً لِلصَّائِمِ مِنْ اللَّغْوِ وَالرَّفَثِ وَطُعْمَةً لِلْمَسَاكِينِ مَنْ أَدَّاهَا قَبْلَ الصَّلاةِ فَهِيَ زَكَاةٌ مَقْبُولَةٌ وَمَنْ أَدَّاهَا بَعْدَ الصَّلاةِ فَهِيَ صَدَقَةٌ مِنْ الصَّدَقَاتِ». وقوله: «طهرة»: أي تطهيرا لنفس من صام رمضان، وقوله «والرفث» قال ابن الأثير: الرفث هنا هو الفحش من كلام، قوله «وطعمة»: بضم الطاء وهو الطعام الذي يؤكل. قوله: «من أداها قبل الصلاة»: أي قبل صلاة العيد، قوله « فهي زكاة مقبولة»: المراد بالزكاة صدقة الفطر، قوله «صدقة من الصدقات»: يعني التي يتصدق بها في سائر الأوقات.
وفي حديث عن ابن عمر  قال: «فرض رسول اللَّه صلى اللَّه عليه وسلم زكاة الفطر، صاعًا من تمر أو صاعًا من شعير، على العبد والحر، والذكر والأنثى، والصغير والكبير، من المسلمين، وأمر بها أن تؤدى قبل خروج الناس إلى الصلاة». عن أبي سعيد الخدري حيث قال: «كنا نخرج صدقة الفطر صاعًا من طعام أو صاعا من شعير أو صاعا من تمر أو صاعا من أقط أو صاعا من زبيب».
وقيل زكاة الفطر هي المقصودة بقوله تعالى في سورة الأعْلَى: ﴿قَدۡ أَفۡلَحَ مَن تَزَكَّىٰ ۝١٤ وَذَكَرَ ٱسۡمَ رَبِّهِۦ فَصَلَّىٰ ۝١٥﴾ [الأعلى:14–15] ، ذكر الإمام الطبري في تفسيره، 24/ 374 عن أبي العالية: ما يفيد ذلك، وذكره عبد الرزاق في مصنفه، برقم 5795 عن سعيد بن المسيب، وذكر ابن كثير في تفسيره أن عمر بن عبد العزيز كان يتلو هذه الآية عندما يأمر الناس بزكاة الفطر، وذكر ابن قدامة في المغني، 4/ 82، والزركشي على مختصر الخرقي، أن سعيد بن المسيب وعمر بن عبد العزيز قالا في هذه الآية: قد أفلح من تزكى «هو زكاة الفطر».
وقد أجمع علماء المسلمين على أن زكاة الفطر فرض قال الإمام ابن المنذر : «وأجمعوا على أن صدقة الفطر فرض، وأجمعوا على أن صدقة الفطر تجب على المرء، إذا أمكنه أداؤها عن نفسه، وأولاده الأطفال، الذين لا أموال لهم، وأجمعوا على أن على المرء أداء زكاة الفطر عن مملوكه الحاضر».
وقد فرضت زكاة الفطر في السنة التي فرض فيها صيام رمضان قبل العيد، أي في السنة الثانية من الهجرة.

## الحكمة من تشريعها

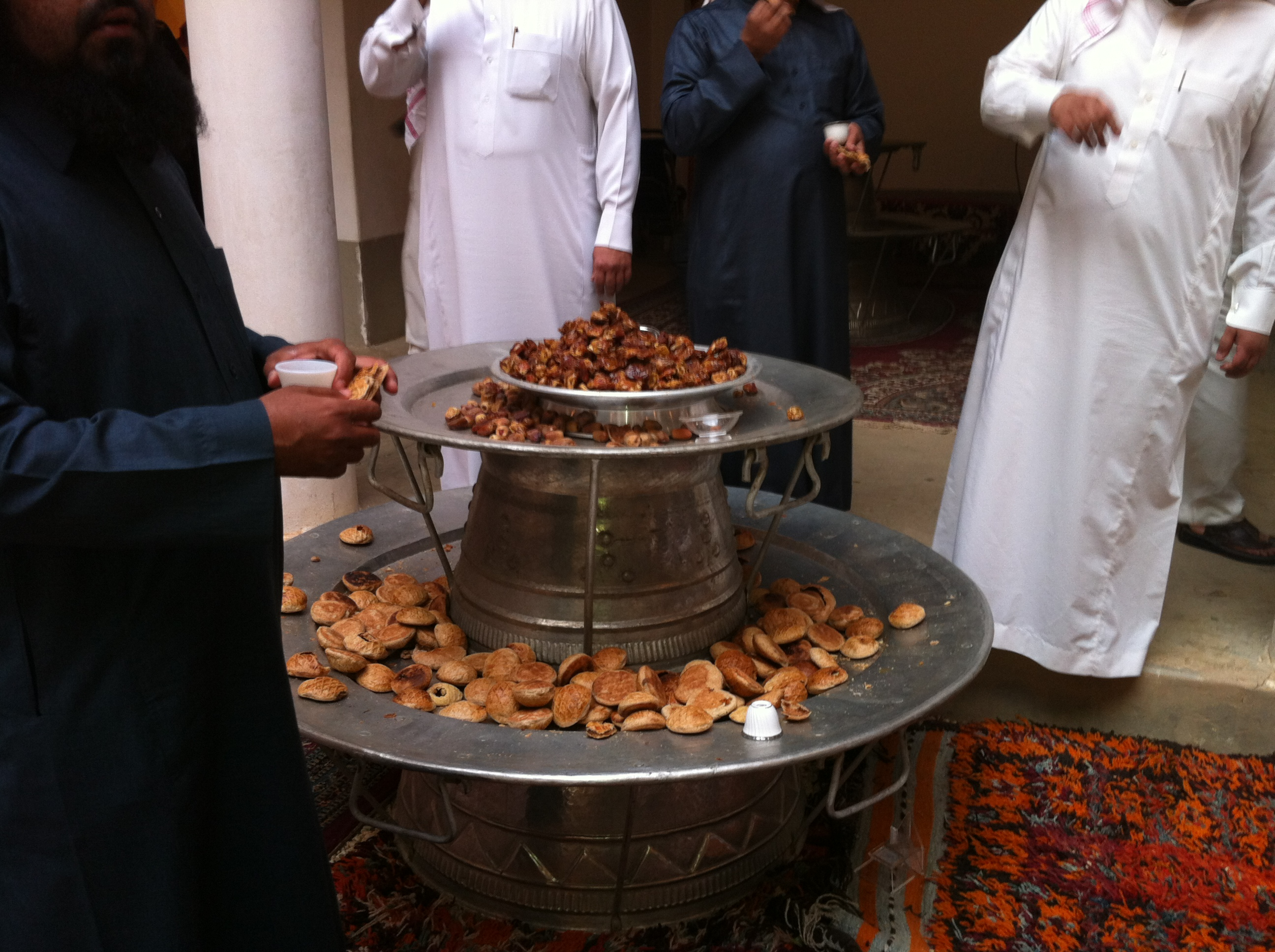
القصد من زكاة الفطر، إغناء الفقير من السؤال يوم العيد عن الطعام، قال رسول الله : «أغنوهم عن المسألة في هذا اليوم».

- جبر الخلل الواقع في الصوم، كما يجبر سجود السهو الخلل الواقع في الصلاة، قد يقع الصائم في شهر رمضان ببعض المخالفات التي تخدش كمال الصوم من لغو ورفث وصخب وسباب ونظر محرم.[13][28] ودليل ذلك حديث ابن عباس  قال: «فرض رسول الله ﷺ زكاة الفطر طُهرة للصائم من اللغو والرفث وطعمة للمساكين. من أداها قبل الصلاة فهي زكاة مقبولة، ومن أداها بعد الصلاة فهي صدقة من الصدقات».[29][30]
- مواساة للفقراء والمساكين[30] وتعميم الفرحة في يوم العيد لكل المسلمين والناس حتى لايبقى أحد يوم العيد محتاجًا إلى القوت والطعام.[2] ولذلك قال رسول الله ﷺ «أغنوهم عن المسألة في هذا اليوم»، وفي رواية «أغنوهم عن طواف هذا اليوم»،[31] أي إغناء الفقير يوم العيد عن السؤال.[32]

## شروط وجوبها
- الشرط الأول: الإسلام،[33] فتجب على كل مسلم: حرٍّ أو عبدٍ، أو رجل أو امرأة، صغيرٍ أو كبيرٍ؛ لحديث ابن عمر  وفيه: «فرض رسول الله ﷺ زكاة الفطر من رمضان، على كل نفس من المسلمين: حرٍّ أو عبدٍ، أو رجلٍ أو امرأةٍ، صغيرٍ أو كبيرٍ».[34][35] قال الإمام ابن قدامة : «وجملته أن زكاة الفطر تجب على كل مسلم، مع الصغر والكبر، والذكورية والأنوثية، في قول أهل العلم عامة، وتجب على اليتيم، ويخرج عنه وليه من ماله، وعلى الرقيق». ولا فطرة على الكافر الأصلي. أما المرتد ففطرته موقوفة، إن عاد إلى الإسلام وجبت عليه، وإلا فلا، وكذلك فطرة من على المرتد مؤنته. أما قريب الكافر المسلم فعلى الكافر فطرته كما عليه نفقته.[13][36]
- الشرط الثاني: وجود الفضل عن مؤنته ومؤنة عياله في يوم العيد وليلته، وتشمل المؤنة القوت والمسكن وخادمًا يحتاج إليه، وثوبًا وقميصًا وسراويل وعمامة تليق به، وما يحتاج إليه من زيادة لبرد أو تجميل. ولا يشترط لزكاة الفطر أن تكون فاصلة عن دينه، إلا إذا كان يطلب به في الحال فيُقدم وفاء الدين عليها، ومن أعسر وقت وجوبها فلا زكاة عليه ولو أيسر بعده.[13][36] وتجب صدقة الفطر على كل حر مسلم قادر على إخراجها في وقت وجوبها (سواء كانت موجودة عنده أو يمكنه اقتراضها مع رجاء الوفاء).[2]
- الشرط الثالث: إدراك جزء من رمضان وجزء من شوال، [ب] لقول ابن عمر : «فرض رسول الله ﷺ زكاة الفطر من رمضان».[34][35] فمن مات بعد غروب شمس ليلة العيد وجب إخراج زكاة الفطر عنه بخلاف من مات قبل الغروب. ومن ولد له ولد قبل غروب شمس ليلة العيد وجبت عليه فطرته، بخلاف من ولد بعد الغروب (ويسن إخراج زكاة الفطر عن الجنين).[13][33][36]

ولا يشترط لوجوبها العقل ولا البلوغ ولا الغنى،  لما روى أبو داود بإسناده عن ثعلبة بن أبي صُعْير عن أبيه قال: قال رسول الله ﷺ: «صاع من بر أو قمح على كل اثنين صغير أو كبير حر أو عبد ذكر أو أنثى، أما غنيكم فيزكيه الله، وأما فقيركم فيرد الله تعالى عليه أكثر مما أعطى».
ويشترط أن تكون زائدة عن قوت المكلف وقوت جميع من تلزمه نفقتهم في يوم العيد. ويجب أن يخرجها المكلف عن نفسه، وعن كل مسلم تلزمه نفقته من الأقارب كوالديه الفقيرين، وأولاده الذكور حتى يبلغ الحلم أو العاجزين عن الكسب ولو كانوا بالغين، والإناث حتى يتزوجن، وعن زوجته، وزوجة أبيه الفقير، وعن خادمه وخادم كل من هو ملزم بالنفقة عليه، وعن عبده ولو كان مكاتبًا. ومن كان عاجزًا عنها وقت وجوبها، ثم قدر عليها يوم العيد، فلا يجب عليه إخراجها وإنما يندب. كما يندب للمسافر الذي وجبت عليه صدقة الفطر أن يخرجها عن نفسه، إذا جرت عادة أهله على إخراجها عنه أثناء سفره؛ لاحتمال نسيانهم، وإلا فيجب عليه إخراجها عن نفسه.
ولا يشترط لزكاة الفطر أن تكون فاضلة عن دينه. ومن أعسر وقت وجوبها فلا زكاة عليه ولو أيسر بعده. وإذا كان الزوج معسرًا فلا فطرة عليه ولا على زوجته ولو كانت موسرة.

## على من تجب
تجب الزكاة على الشخص نفسه، وعمن تلزمه نفقته من المسلمين،  إذ المعروف في قواعد الفقه أن: كل من تلزمه من المسلمين، تلزمه فطرته، لحديث ابن عمر : «أن رسول الله ﷺ فرض زكاة الفطر، صاعًا من تمر أو صاعًا من شعير، على كل حر أو عبد، ذكر أو أنثى، من المسلمين». فتجب على الرجل فطرة نفسه، وعن كل مسلم تلزمه نفقته من الأقارب كوالديه الفقيرين، وأولاده الذكور حتى يبلغ الحلم أو العاجزين عن الكسب ولو كانوا بالغين، والإناث حتى يتزوجن، وعن زوجته ولو كانت موسرة،  وزوجة أبيه الفقير، وعن خادمه وخادم كل من هو ملزم بالنفقة عليه، وعن عبده ولو كان مكاتبًا. وعن زوجة عبده. أما من نصفه حر ففطرته عليه وعلى سيده. ومن تكفل بمؤنة شخص فلا تلزمه فطرته لأنه لا تلزمه نفقته. ومن وجبت فطرته على غيره فأخرجها عن نفسه بغير إذنه أجزأته، لأنه المخاطب بها ابتداءً والغير متحمل. ولا يلزم الأب بفطرة ابنه الراشد، أو فطرة الأجنبي، حتى لا يجوز إخراجهما عنهما إلا بإذنهما.

## مقدارها

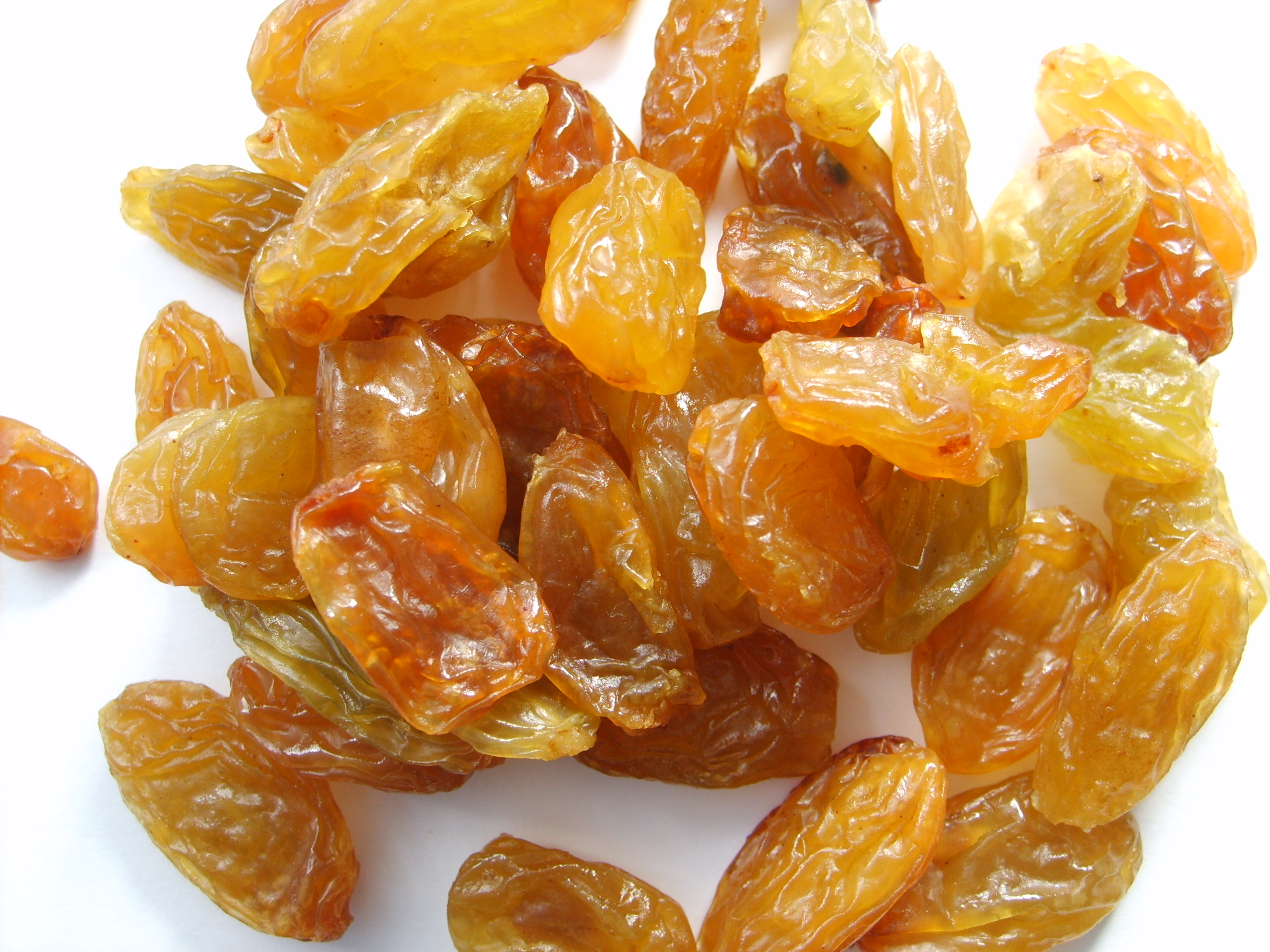
الزبيب أحد الأصناف التسعة التي تصلح أن تكون قوتًا ويجزئ الأخراج منه.

المقدار الواجب في زكاة الفطر هو أن يُخْرَجَ عن الفرد صاعا من تمر، أو من زبيب، أو صاعا من قمح أو من شعير أو من أرز، أو صاعا من أقط،  ونحو ذلك مما يعتبر قوتا يتقوت به، ويجزئ الدقيق إن كان يساوي الحب في الوزن، فإن لم يجد أحد هذه الأنواع أخرج ما يقوم مقامه من كل ما يصلح قوتًا من فول أو عدس أو نحوه ذلك، ولا يجزئ الخبز لأنه خارج عن الكيل والإدِّخار، كما لا يجزئ إخراج حب معيب، أو مسوس، أو قديم تغير طعمه، لقوله تعالى: ﴿وَلَا تَيَمَّمُوا الْخَبِيثَ مِنْهُ تُنفِقُون﴾.
ولا يجوز إخراجها من قوت أدنى من المعتاد إنما يجزئ القوت الأعلى،  ولو لم يكن غالبًا، عن القوت الأدنى. وترتيب الأقوات من الأعلى إلى الأدنى كما يلي: البُر، السلت،  الشعير، الذرة، الأرز، الحمص، العدس، الفول، التمر، الزبيب، اللبن، الجبن، والمعتبر في غالب قوت البلد غالب قوت السنة لا غالب قوت وقت الإخراج.
ويخرج المكلف صدقة الفطر من غالب قوت أهل البلد، التي هي أحد الأصناف التسعة التالية: القمح، الشعير، السلت، الذرة، الدخن، الأرز، التمر، الزبيب، الأقط (لبن يابس أُخرج زبده). ولا يجزئ إخراجها من غير غالب قوت البلد، إلا إذا كان أفضل كما لو غلب اقتيات الشعير فأخرج قمحًا. كما لا يجوز إخراجها من غير هذه الأصناف التسعة كالفول والعدس، إلا إذا اقتاته الناس وتركوا الأصناف التسعة المذكورة. وإذا أراد المكلف أن يخرج صدقته من اللحم اعتبر الشبع في الإخراج، فمثلًا إذا كان الصاع من القمح يشبع اثنين لو خُبِزَ، فيجب أن يخرج من اللحم ما يشبع اثنين.
ومقدارها صاع باتفاق المسلمين؛ والصاع خمسة أرطال وثلث بالعراقي، وقريب أربع حفنات بيدي رجل معتدل، وهو يساوي أربعة أمداد، والمد ملء كفي الإنسان المعتدل إذا ملأهما ومدّ يديه بهما، وبه سمي مدًّا، قال الفيروزآبادي: «وقد جربت ذلك فوجدته صحيحًا». ويقدر الصاع قرابة 3 كجم تقريبا، أي: أن مقدار الصاع ينقص عن 3 كجم، بنسب متفاوتة؛ لتفاوت التقديرات، لكن التقدير بالوزن تقريبي، والأصل في مقدار زكاة الفطر، كيلا بالصاع.
ولا يجوز إخراجها نقدًا في مذهب الإمام مالك بن أنس، والشافعي، وأحمد بن حنبل وأصحابهم، وهذا قول غالبية الأمة. قال الإمام ابن قدامة : «ولا تجزئ القيمة؛ لأنه عدول عن المنصوص». ويرى الحسن البصري وعطاء وعمر بن عبد العزيز وسفيان الثوري وأبي حنيفة وأصحابه بجواز إخراجها نقدًا. وقيل أنه يجوز إخراجها نقداً في حالة ما إذا كان إخراجها قيمة من النقود أو غيرها تترتب عليه مصلحة راجحة للفقير، وهو قول الشيخ ابن تيمية.

## وقت إخراجها

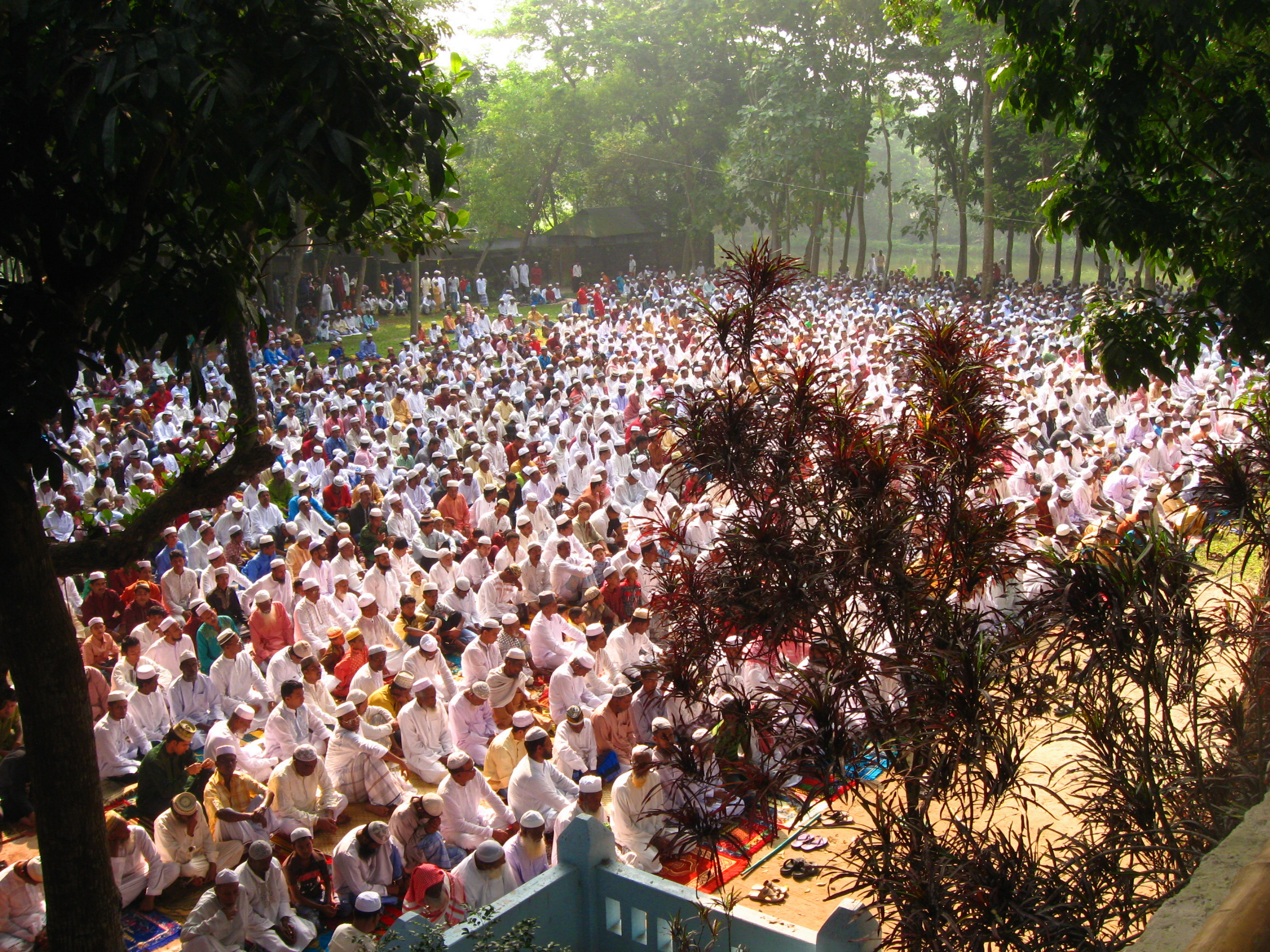
يسن في إخراج زكاة الفطر بأن تكون قبل صلاة العيد.

تجب زكاة الفطر بغروب الشمس من آخر يوم من شهر رمضان، والسنة إخراجها يوم عيد الفطر قبل صلاة العيد. ويجوز تعجيل إخراجها قبل العيد بيوم أو يومين وقد كان هذا فعل ابن عمر وغيره من الصحابة. ويقسم وقت أدائها إلى:
- وقت الجواز: يجوز إخراجها قبل يوم العيد بيوم أو يومين، لأن ابن عمر  «كان يؤديها قبل العيد بيوم أو يومين»،[51][52] ولا يجوز تعجيلها لأكثر من ذلك لأن الغرض منها إغناء الفقير يوم العيد، لما روى عبد الله بن عمر  أن رسول الله ﷺ قال: «اغنوهم عن الطواف في هذا اليوم».[31]
- وقت مسنون: قبل صلاة العيد لكف المحتاجين عن السؤال يوم العيد. ويندب إخراجها بعد فجر يوم العيد وقبل الذهاب لصلاة العيد.[42]
- وقت مكروه: فيكره تأخيرها إلى آخر يوم العيد.
- وقت محرَّم: ويحرم تأخيرها عن يوم العيد بلا عذر.[ي] وإذا فات يوم العيد لزمه القضاء.[39]

أفضل وقت لإخراجها قبل الخروج لصلاة عيد الفطر، ويجوز إخراجها بعد دخول شهر رمضان، ولا يجوز تقديمها عنه، ويكره تأخيرها عن صلاة العيد، لما روي عن ابن عباس  قال: «فرض رسول الله صلى الله عليه وسلم زكاة الفِطر طُهرة للصائم من اللّغو والرَّفث وطُعْمَة للمساكين، من أداها قبل الصلاة فهي زكاة مقبولة، ومن أداها بعد الصلاة فهي صدقة من الصدقات». لكنها لا تسقط بالتأخير، ولو لم يؤدِّها ثبتت دَيْنًا في ذمته يجب عليه دفعها، ولو أخرها حتى مات؛ فإن دفعها الورثة أو غيرهم أجزأت وبرِئت ذمته، وإن أوصى بها تُخرج من الثلث.

## هوامش